# 가봉 의회
가봉 의회(프랑스어: Parlement du Gabon)는 가봉의 입법부이다. 2023년 총선 이후 나흘 만에 발생한 쿠데타로 인해 의회는 정지되었다. 이후 과도 의회가 구성되어 2025년 새 총선이 실시될 때까지 기존 의회를 대체하였다.

## 의회 구성
가봉은 양원제를 채택하고 있으며, 상원인 원로원과 하원인 국민의회로 구성되어 있다. 상원의원은 지방 의회에 의해 선출되며 임기는 6년이다. 하원의원은 국민의 직접 선거로 선출되며 임기는 5년이다.